# Takuya Shigehiro
Takuya Shigehiro (重廣 卓也 Shigehiro Takuya?), född 5 maj 1995 i Hiroshima prefektur, är en japansk fotbollsspelare.
Shigehiro började sin karriär 2018 i Kyoto Sanga FC. Han spelade 61 ligamatcher för klubben. 2020 flyttade han till Avispa Fukuoka.